# Eviota shibukawai
Eviota shibukawai, tên thông thường là Shibukawa's dwarfgoby, là một loài cá biển thuộc chi Eviota trong họ Cá bống trắng. Loài này được mô tả lần đầu tiên vào năm 2014.

## Từ nguyên
Loài cá này được đặt theo tên của Koichi Shibukawa, người đã thu thập và chụp ảnh các mẫu vật của chúng.

## Phạm vi phân bố và môi trường sống
E. shibukawai có phạm vi phân bố ở Tây Thái Bình Dương. Loài cá này chỉ được tìm thấy ở xung quanh đảo Iriomote thuộc quần đảo Ryukyu (Nhật Bản). Các mẫu vật của E. shibukawai được thu thập gần các rạn san hô ở độ sâu khoảng từ 5 đến 8 m.

## Mô tả
Chiều dài cơ thể tối đa được ghi nhận ở E. shibukawai là 1 cm. Đầu và thân trong mờ, có màu vàng nhạt, có nhiều vệt đốm màu đỏ cam và các chấm đen li ti phủ khắp cơ thể. Vùng bụng sẫm màu hơn so với toàn bộ cơ thể. Mống mắt đỏ. Vây hậu môn sẫm màu hơn so với tất cả các vây còn lại.
Số gai ở vây lưng: 7; Số tia vây ở vây lưng: 8 - 9; Số gai ở vây hậu môn: 1; Số tia vây ở vây hậu môn: 8; Số tia vây ở vây ngực: 15 - 16.